# Kalkofen (Bremerhaven)

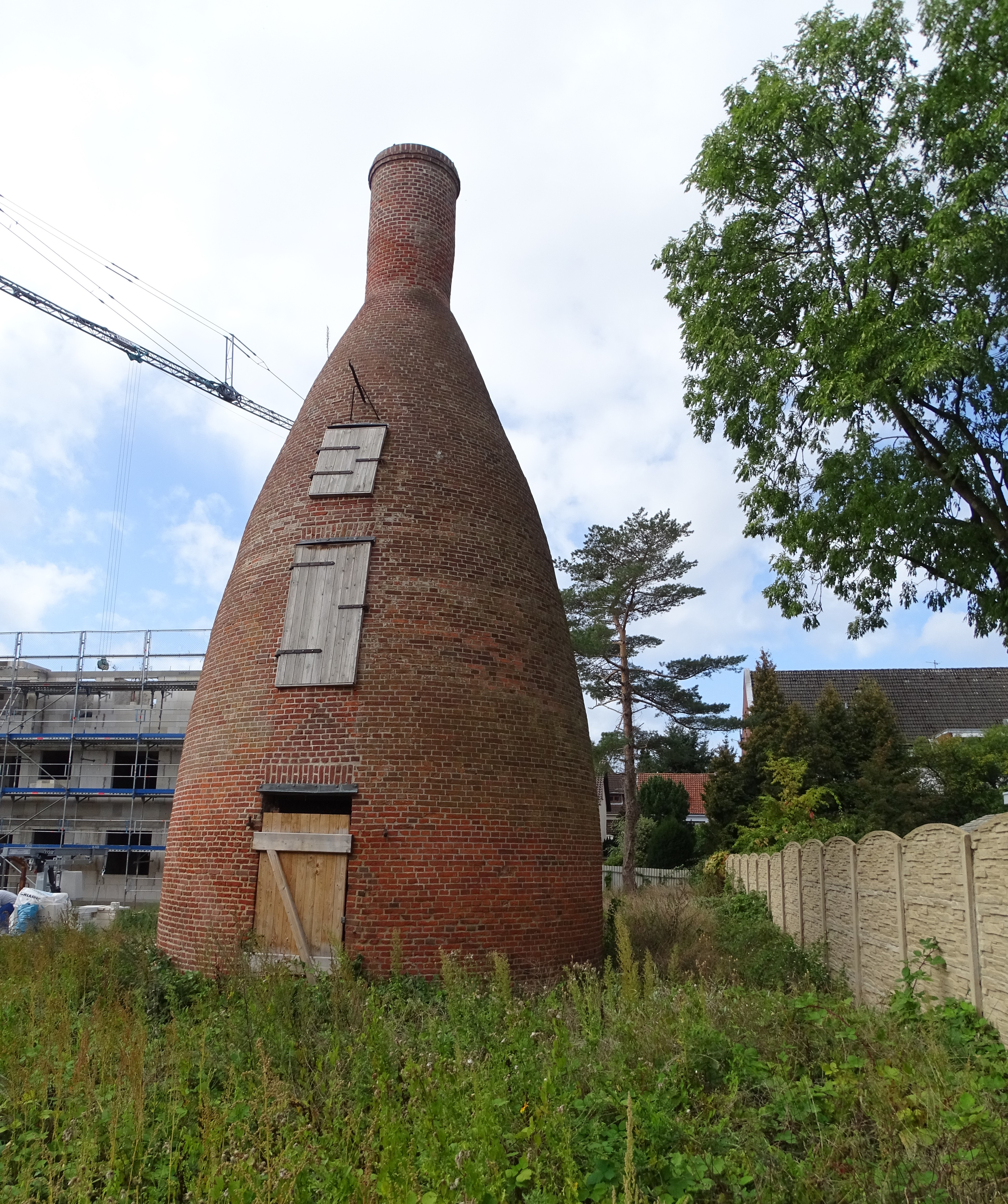
Kalkofen in Lehe (2019)

Der Kalkofen in Bremerhaven-Lehe, Bütteler Straße 6 ist einer der ganz wenigen, noch in Deutschland erhaltenen technischen Einrichtungen dieser Art. 
Der Kalkofen steht seit 1973 unter dem Schutz Bremer Denkmale.

## Geschichte
Die Kalköfen wurden 1850 errichtet und blieben bis 1870 im Betrieb. Die anhaltende Bautätigkeit in den damals selbständigen Gemeinden Lehe und Bremerhaven führte zu einem großen Bedarf an Kalkmörtel. Im Inland wurden Kalköfen in der Nähe von Kalksteinbrüchen in Betrieb genommen. Hier, an der Küste, diente der Muschelkalk aus der Wesermündung als Rohmaterial. Die Fischer gruben in den Sommermonaten die Muscheln und Schnecken bei Ebbe aus den dann trocken gefallenen Sänden, reinigten sie in den Prielen, füllten sie in Körbe und transportierten sie mit flachen Kähnen nach Lehe. Bevorzugt waren Korb-, Mies- und Herzmuscheln für das Brennen geeignet.
Die Mauerstärke der Wände der Öfen betrug fast einen halben Meter, die zusätzlich durch Eisenbänder gesichert wurden. Im Kalkofen schichtete der Brandmeister abwechselnde Schichten mit Torf aus Wehden und Hymendorf sowie die Muscheln. Im mittigen Zugluftschacht entfachte Holzkohle die Torfschichten. Die Brennhitze belief sich auf rund 1000 Grad. Nach einem dreitägigen Brand konnte das weiße Kalkmehl entnommen und im Kalkhaus mit Wasser zu einem Kalkbrei weiterverarbeitet werden. Bis zu vier Öfen waren zeitweise in Betrieb.  
Das Brennen von Muschelkalk und der nahe gelegene Bremische Hafen standen somit in einem unmittelbaren Zusammenhang. Die Öfen wurden 1870 außer Betrieb genommen, als sich allgemein die Verwendung von Steinkalk, Natur- und dann Portlandzement im Baugewerbe durchgesetzt hatten. Das Gebäude blieb vollständig erhalten und ist ein bedeutendes Technik-Denkmal.
Seit 1895 bauten mehrere Jahrzehnte lang Störche auf den Gebäuden ihre Nester.
Wenige Meter entfernt entdeckten Archäologen bei Ausgrabungen im Mai 2019 in 1,2 Metern Tiefe die Reste eines Wohnstallhauses aus der Eisenzeit. Neben weiteren gesicherten Befunden, wie Vorratsgruben und Keramikscherben, belegt ein Brunnen aus dem letzten Jahrhundert v. Chr. erste Siedlungsspuren. Über dem Fundort befand sich jahrzehntelang das Schwimmbecken der Sauna am Kalkofen.